# جوانا دي فيرونا
جوانا دي فيرونا (بالبرتغالية: Joana de Verona‏) هي عارضة وممثلة برتغالية، ولدت في 8 ديسمبر 1989 بساو لويز في البرازيل.

## وصلات خارجية
- جوانا دي فيرونا على موقع IMDb (الإنجليزية)
- جوانا دي فيرونا على موقع قاعدة بيانات الفيلم (الإنجليزية)